# Nevesinje (tjednik)
Nevesinje, tjednik, crnogorsko promidžbeno glasilo tiskano u Nikšiću od 6. svibnja 1898. do 20. siječnja 1899. godine kojim je Kraljevina Crna Gora nastojala pobuniti Srbe u Istočnoj Hercegovini protivu austro-ugarske vlasti.
Glavni urednik Nevesinja bio je Stevo Vrčević a nazivno ga je izdavala akcijska udruga "Nikšićka tiskara" (izv. "Nikšićka štamparija"), no u stvarnosti je novce dobivao od tajnoga fonda Vlade Kraljevine Crne Gore.
U povodu 100. obljetnice tiskanja Nevesinja 1998. godine objavljeno je fototipsko izdanje.